# Temporada 1962-63 de los St. Louis Hawks
La temporada 1962-63 fue la decimocuarta de los St. Louis Hawks en la NBA. La temporada regular acabó con 48 victorias y 32 derrotas, ocupando el segundo puesto de la División Oeste, logrando clasificarse para los playoffs, tras el fracaso de la temporada anterior.

## Elecciones en elDraft
| Ronda | Puesto | Jugador          | Posición  | Nacionalidad   | Universidad      |
| ----- | ------ | ---------------- | --------- | -------------- | ---------------- |
| 1     | 5      | Zelmo Beaty      | Ala-Pívot | Estados Unidos | Prairie View     |
| 2     | 12     | Bob Duffy        | Base      | Estados Unidos | Colgate          |
| 3     | 21     | Charlie Hardnett | Ala-Pívot | Estados Unidos | Grambling State  |
| 4     | 30     | Jerry Grote      | Escolta   | Estados Unidos | Loyola Marymount |
| 5     | 39     | Tom Hatton       |           | Estados Unidos | Dayton           |
| 6     | 48     | Jay Carty        | Ala-Pívot | Estados Unidos | Oregon State     |

## Temporada regular
| División Oeste         | División Oeste | División Oeste | División Oeste | División Oeste | División Oeste | División Oeste | División Oeste | División Oeste |
| Equipo                 | G              | P              | %              | PD             | Casa           | Fuera          | Neutral        | Div            |
| ---------------------- | -------------- | -------------- | -------------- | -------------- | -------------- | -------------- | -------------- | -------------- |
| x-Los Angeles Lakers   | 53             | 27             | .663           | –              | 27–7           | 20–17          | 6–3            | 33–13          |
| x-St. Louis Hawks      | 48             | 32             | .600           | 5              | 30–7           | 13–18          | 5–7            | 29–17          |
| x-Detroit Pistons      | 34             | 46             | .425           | 19             | 14–16          | 8–19           | 12–11          | 19–27          |
| San Francisco Warriors | 31             | 49             | .388           | 22             | 13–20          | 11–25          | 7–4            | 18–28          |
| Chicago Zephyrs        | 25             | 55             | .313           | 28             | 17–17          | 3–23           | 5–15           | 13–27          |

## Playoffs

### Semifinales de División
Detroit Pistons - St. Louis Hawks
| Fecha       | Partido                                  | Ciudad    |
| ----------- | ---------------------------------------- | --------- |
| 20 de marzo | St. Louis Hawks 118, Detroit Pistons 99  | St. Louis |
| 20 de marzo | St. Louis Hawks 122, Detroit Pistons 108 | St. Louis |
| 24 de marzo | Detroit Pistons 107, St. Louis Hawks 103 | Detroit   |
| 26 de marzo | Detroit Pistons 100, St. Louis Hawks 104 | Detroit   |
|             | St. Louis gana las series 3-1            |           |

### Finales de División
Los Angeles Lakers - St. Louis Hawks
| Fecha       | Partido                                     | Ciudad      |
| ----------- | ------------------------------------------- | ----------- |
| 31 de marzo | Los Angeles Lakers 112, St. Louis Hawks 104 | Los Ángeles |
| 2 de abril  | Los Angeles Lakers 101, St. Louis Hawks 99  | Los Ángeles |
| 4 de abril  | St. Louis Hawks 125, Los Angeles Lakers 112 | St. Louis   |
| 6 de abril  | St. Louis Hawks 124, Los Angeles Lakers 114 | St. Louis   |
| 7 de abril  | Los Angeles Lakers 123, St. Louis Hawks 96  | Los Ángeles |
| 9 de abril  | St. Louis Hawks 121, Los Angeles Lakers 113 | St. Louis   |
| 11 de abril | Los Angeles Lakers 115, St. Louis Hawks 100 | Los Ángeles |
|             | Los Angeles gana las series 4-3             |             |

## Estadísticas
| Rk | Jugador        | Edad | P  | PT | MP   | TC  | TCI  | %TC  | 3P | 3PI | %3P | 2P  | 2PI  | %2P  | TL  | TLI  | %TL  | RO | RD | RT   | AS  | RB | TAP | BP | FP  | PTS  |
| 1  | Bob Pettit     | 30   | 79 |    | 39.1 | 9.8 | 22.1 | .446 |    |     |     | 9.8 | 22.1 | .446 | 8.7 | 11.2 | .774 |    |    | 15.1 | 3.1 |    |     |    | 3.6 | 28.4 |
| 2  | John Barnhill  | 24   | 77 |    | 35.0 | 4.7 | 10.9 | .430 |    |     |     | 4.7 | 10.9 | .430 | 2.4 | 3.3  | .710 |    |    | 4.7  | 4.2 |    |     |    | 2.2 | 11.7 |
| 3  | Lenny Wilkens  | 25   | 75 |    | 34.3 | 4.4 | 11.1 | .399 |    |     |     | 4.4 | 11.1 | .399 | 3.0 | 4.3  | .696 |    |    | 5.4  | 5.1 |    |     |    | 3.4 | 11.8 |
| 4  | Zelmo Beaty    | 23   | 80 |    | 24.0 | 3.7 | 8.5  | .439 |    |     |     | 3.7 | 8.5  | .439 | 2.8 | 3.8  | .717 |    |    | 8.3  | 1.1 |    |     |    | 3.9 | 10.2 |
| 5  | Chico Vaughn   | 22   | 77 |    | 24.0 | 3.8 | 9.2  | .417 |    |     |     | 3.8 | 9.2  | .417 | 2.4 | 3.4  | .720 |    |    | 3.4  | 3.3 |    |     |    | 2.6 | 10.1 |
| 6  | Cliff Hagan    | 31   | 79 |    | 21.7 | 6.2 | 13.4 | .465 |    |     |     | 6.2 | 13.4 | .465 | 3.1 | 3.9  | .800 |    |    | 4.3  | 2.4 |    |     |    | 2.7 | 15.5 |
| 7  | Mike Farmer    | 26   | 80 |    | 21.6 | 3.0 | 7.0  | .425 |    |     |     | 3.0 | 7.0  | .425 | 1.5 | 1.7  | .842 |    |    | 4.6  | 1.8 |    |     |    | 1.9 | 7.4  |
| 8  | Phil Jordon    | 29   | 73 |    | 19.5 | 2.9 | 7.2  | .400 |    |     |     | 2.9 | 7.2  | .400 | 0.8 | 1.4  | .554 |    |    | 4.4  | 1.4 |    |     |    | 2.4 | 6.5  |
| 9  | W. Sauldsberry | 28   | 23 |    | 16.1 | 2.7 | 7.6  | .356 |    |     |     | 2.7 | 7.6  | .356 | 0.8 | 1.4  | .545 |    |    | 3.5  | 0.5 |    |     |    | 2.6 | 6.2  |
| 10 | Barney Cable   | 27   | 42 |    | 15.8 | 2.5 | 5.1  | .495 |    |     |     | 2.5 | 5.1  | .495 | 1.0 | 1.5  | .651 |    |    | 3.1  | 1.0 |    |     |    | 2.0 | 6.1  |
| 11 | Bill Bridges   | 23   | 27 |    | 13.9 | 2.4 | 5.9  | .413 |    |     |     | 2.4 | 5.9  | .413 | 1.2 | 1.9  | .627 |    |    | 5.3  | 0.9 |    |     |    | 2.1 | 6.1  |
| 12 | Bob Duffy      | 22   | 42 |    | 10.4 | 1.6 | 4.1  | .379 |    |     |     | 1.6 | 4.1  | .379 | 0.5 | 0.9  | .564 |    |    | 0.9  | 2.0 |    |     |    | 1.0 | 3.7  |
| 13 | Bevo Nordmann  | 23   | 27 |    | 10.0 | 1.3 | 3.0  | .450 |    |     |     | 1.3 | 3.0  | .450 | 0.8 | 1.4  | .538 |    |    | 3.1  | 0.3 |    |     |    | 1.8 | 3.4  |
| 14 | Gene Tormohlen | 25   | 7  |    | 6.7  | 0.7 | 1.4  | .500 |    |     |     | 0.7 | 1.4  | .500 | 0.3 | 1.4  | .200 |    |    | 2.1  | 0.7 |    |     |    | 1.6 | 1.7  |
| 15 | Nick Mantis    | 27   | 9  |    | 6.4  | 0.9 | 2.2  | .400 |    |     |     | 0.9 | 2.2  | .400 | 0.3 | 1.0  | .333 |    |    | 0.7  | 0.8 |    |     |    | 1.4 | 2.1  |

## Galardones y récords
| Jugador        | Galardón                            |
| Harry Gallatin | Entrenador del Año de la NBA        |
| Bob Pettit     | Mejor quinteto de la NBA            |
| Zelmo Beaty    | Mejor quinteto de rookies de la NBA |